# Powerage
Powerage je páté studiové a zároveň čtvrté mezinárodně vydané album australské hard rockové kapely AC/DC. Album bylo vydáno v květnu 1978. Autory písní jsou Angus Young, Malcolm Young a Bon Scott. Bratři Youngovi označují album za své oblíbené, velké oblíbenosti se album těší i u fanoušků.
Powerage bylo znovuvydáno v roce 2003 v rámci série AC/DC Remasters.

## Seznam skladeb

### Australské / Americké & všechny edice na CD
1. "Rock 'n' Roll Damnation" – 3:37
2. "Down Payment Blues" – 6:03
3. "Gimme A Bullet" – 3:21
4. "Riff Raff" – 5:11 (Videoklip)
5. "Sin City" – 4:45
6. "What's Next to the Moon" – 3:31
7. "Gone Shootin'" – 5:05
8. "Up to My Neck in You" – 4:13
9. "Kicked in the Teeth" – 4:03

### Evropská LP edice
1. "Rock 'n' Roll Damnation" – 3:05
2. "Gimme A Bullet" – 3:00
3. "Down Payment Blues" – 5:50
4. "Gone Shootin'" – 4:19
5. "Riff Raff" – 5:13 (Videoklip)
6. "Sin City" – 4:47
7. "Up to My Neck in You" – 4:58
8. "What's Next to the Moon" – 3:15
9. "Cold Hearted Man" – 3:36
10. "Kicked in the Teeth" – 3:45

- Autory všech skladeb jsou Angus Young, Malcolm Young a Bon Scott.
- V některých evropských státech neobsahovaly nejstarší kopie píseň „Rock 'n' Roll Damnation.“
- Několik skladeb bylo pro některé evropské státy remixováno s malými změnami zpěvu, kytar, nebo prodloužením, či zkrácením konců písní.

## Obsazení
- Bon Scott - zpěv
- Angus Young - kytara
- Malcolm Young - kytara, doprovodný zpěv
- Cliff Williams - baskytara, doprovodný zpěv
- Phil Rudd - bicí